# Haurseah
Haurseah is een bestuurslaag in het regentschap Majalengka van de provincie West-Java, Indonesië. Haurseah telt 2231 inwoners (volkstelling 2010).